# BBC Earth
BBC Earth é um canal de televisão por assinatura dedicado a documentários criado em 1 de fevereiro de 2015 de propriedade do grupo BBC Worldwide. O canal exibe conteúdo dedicado à história natural, ciência, saúde, tecnologia e aos diversos estudos em relação à vida na terra.

## História
Em outubro de 2013, a BBC anunciou em 2014 que lançaria três novas marcas — BBC Earth, BBC First e BBC Brit, com a BBC Earth sendo dedicada à programação factual premium. Mais tarde, foi anunciado que o canal levaria ao ar as séries Frozen Planet e Wonders of the Universe. Além disso, cerca de 30 horas de novo conteúdo seria encomendada para o canal em seu primeiro ano. O canal é configurado para substituir o BBC Knowledge, no entanto, se o canal existente for bem sucedido em certos mercados ele pode permanecer.

## Distribuição

### América Latina
No dia 20 de julho de 2015, a BBC Worldwide anunciou que o BBC Earth seria lançado na América Latina em 1 de setembro de 2015, substituindo o canal BBC HD. Originalmente ele seria lançado em 2014, mas foi adiado para 2015.
Com isso, a rede pretendia utilizar sua expertise em documentários sobre vida selvagem e meio ambiente para levar uma programação diária para os espectadores da América Latina, composta por séries e documentários. O canal BBC Earth tinha áudio em inglês e opções de legendas em espanhol e português.
Portanto, devido a uma divergência nos produtos, já que os programas de maiores sucessos iam para outros canais, a BBC Worldwide anunciou em janeiro de 2017 o fim das operações da programadora na América Latina. Também, o canal era transmitido por poucas operadoras de TV paga, o que dificultava o crescimento do canal. Com isso o canal deixou de ir ao ar em 13 de abril de 2017.